# Det Kongelige Nordiske Oldskriftselskab
Det Kongelige Nordiske Oldskriftselskab är ett danskt lärt sällskap.
Det Nordiske Oldskriftselskab grundades i Köpenhamn 1825 av bland andra Carl Christian Rafn och Rasmus Rask med ändamålet att publicera fornnordisk litteratur och främja vetenskaplig kännedom om nordisk forntid. Sällskapet fick kungligt beskydd 1828. Sällskapet utger bland annat sedan 1866 tidskriften Aarbøger for Nordisk Oldkyndighed og Historie samt serien Nordiske Fortidsminder från 1890.
Aarbøger for Nordisk Oldkyndighed og Historie intog under lång tid en framskjuten plats inom internationell arkeologi, genom sina uppsatser av stora danska arkeologer som Jens Jacob Worsaae och Sophus Müller.
Sällskapets preses är den danske regenten.